# Zasada Allana Houstona
Zasada Allana Houstona (ang. Allan Houston Rule) – zasada wprowadzona w 2005 roku do podpisywanego wówczas CBA w National Basketball Association. Jest wcześniejsza wersją amnestii, czyli zasady wprowadzonej podczas lokautu w 2011 roku.  Według Zasady Allana Houstona, każdy zespół mógł zwolnić jednego gracza przed rozpoczęciem sezonu 2005/2006. W przeciwieństwie do amnestii kwota kontraktu zawodnika nadal liczyła się do salary cap. Została szyderczo nazwana im. zawodnika New York Knicks Allana Houstona, który rzekomo miał być pierwszym zawodnikiem, na którym, zostanie wypróbowany ten zapis. Knicks jednak zdecydowali się wówczas zwolnić Jerome Williamsa.